# Flash Pose
"Flash Pose" é uma canção gravada pelo cantor e drag queen brasileiro Pabllo Vittar com a participação da cantora britânica Charli XCX, lançada em 25 de julho de 2019, servindo como primeiro single do terceiro EP de Vittar, 111 1 (2019). A canção foi escrita por Arthur Marques, Aluna Francis, Charli XCX, Maffalda, Pablo Bispo, Rodrigo Gorky e Zebu, com produção da Brabo Music Team. O single marca o primeiro lançamento de Vittar para o mercado internacional. A canção explora gênero electropop, e também possui influências do house e dance.

## Composição
"Flash Pose" foi composta pelas intérpretes em conjunto com Arthur Marques, Maffalda, Rodrigo Gorky, Pablo Bispo, Zebu e Aluna Francis, do duo norte-americano AlunaGeorge. Em termos musicais, "Flash Pose" é uma canção electropop, com elementos predominantes de house e dance. "Flash Pose" é uma canção sobre autoafirmação.

## Desempenho comercial
Após seu lançamento como single, "Flash Pose" estreou na posição de número 5 no top 50 do Spotify brasileiro. No top 200 do Spotify global, "Flash Pose" estreou na posição de número 190.

## Recepção da crítica
"Flash Pose" recebeu elogios da crítica especializada, a revista norte-americana Forbes elogiou a faixa, chamando de "paraíso electropop", enquanto a V Magazine escreveu: "A invasão brasileira começou figurada pela glamourosa drag queen que se tornou um fenômeno do pop, Pabllo Vittar. Cada vez mais marcada pelo pop americano, o gênero logo se torna secundário a um talento tão irresistível quanto o de Vittar". Em artigo, a Billboard norte-americana também deu elogios a faixa, chamando a canção de "divertida", e "pronta para as pistas", além de dizer que ela dá "um ar novo ao som de Pabllo". "Flash Pose" apareceu na segunda posição entre os "melhores vídeos musicais latinos do mês de julho" pela Rolling Stone.

## Vídeo musical
O vídeo musical que acompanha o single foi lançado oficialmente na tarde de 26 de julho de 2019. Antes da distribuição, o vídeo foi liberado com exclusividade 30 minutos antes no aplicativo Grindr.

## Vendas e certificações
| Região                                                                                             | Certificação | Vendas   |
| -------------------------------------------------------------------------------------------------- | ------------ | -------- |
| Brasil (Pro-Música Brasil)                                                                         | 2× Platina   | 160,000* |
| *números de vendas baseados somente na certificação ^distribuições baseadas apenas na certificação |              |          |